# Century (jeu)
 (mai 2019).
 (mai 2019).
Si vous disposez d'ouvrages ou d'articles de référence ou si vous connaissez des sites web de qualité traitant du thème abordé ici, merci de compléter l'article en donnant les références utiles à sa vérifiabilité et en les liant à la section « Notes et références ».
Pour les articles homonymes, voir Century.
Century est une série de trois jeux indépendants pouvant être joués seul ou en groupe.

## Century: La route des épices
Sorti en 2017, ce jeu commence par permettre au joueur de s'approprier des cartes de production. Ces cartes sont utilisées pour produire des épices ou les échanger contre des épices plus précieuses. Une fois qu'un joueur a accumulé suffisamment d'épices, il peut les échanger contre des cartes de points de victoire. Lorsqu'un joueur possède 5 cartes de points de victoire, tous les joueurs totalisent la valeur de leurs cartes, et le joueur avec le score le plus élevé remporte la partie. 
Le jeu a remporté le prix du Meilleur jeu de cartes sur BoardGameGeek, le site de référence en matière de jeux de société.

## Century: Édition Golem
Il s'agit du même jeu que La route des épices, mais avec l'utilisation de cristaux en plastique à la place des cubes de bois, et des images de golem apparaissant sur les cartes au lieu d'épices.

## Century: Merveilles orientales
Sorti en 2018, ce jeu propose au joueur de déplacer son bateau sur les tuiles en payant le coût requis. Une fois le bateau arrivé à destination, le joueur peut utiliser la tuile pour produire ou améliorer ses épices. En accumulant suffisamment d'épices, le joueur peut se rendre jusqu'à une tuile port pour acheter un jeton de point de victoire. Lorsqu'un joueur acquiert son quatrième jeton, cela déclenche le dernier tour de jeu. Celui qui a le plus de points de victoire remporte la partie.

## Century: Un nouveau monde
Le jeu sortira en 2019.

## Nom hybride
Lorsque les boîtes sont mélangées, de nouveaux jeux sont créés. Voici les nouveaux jeux avec les boîtes nécessaires pour y jouer :

### De la terre à la mer
- La route des épices
- Merveilles orientales

### D'est en ouest, partie 1
- La route des épices
- Un nouveau monde

### D'est en ouest, partie 2
- Merveilles orientales
- Un nouveau monde

### D'est en ouest, partie 3
- La route des épices
- Merveilles orientales
- Un nouveau monde